# Tabebuia roseo-alba

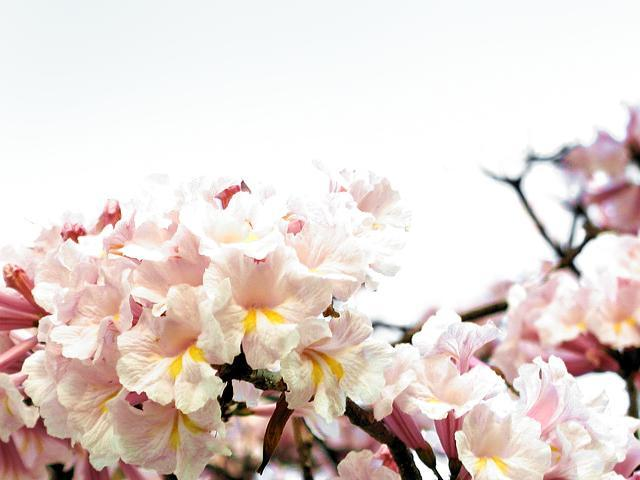
Las características flores del Ipê-branco.

Tabebuia roseo-alba, conocida como ipé blanco o lapacho blanco, es un árbol nativo del Cerrado y Pantanal de Brasil y todo Paraguay. Es una planta usada como planta ornamental en Brasil y Argentina. También es usada como planta mielífera.